# جان مارك بوسمان
جان مارك بوسمان (Jean-Marc Bosman) (30 أكتوبر 1964 في لياج في بلجيكا – )؛ هو لاعب كرة قدم كان يلعب كلاعب وسط.

## وصلات خارجية
- جان مارك بوسمان على موقع قاعدة بيانات كرة القدم.إي يو (الإنجليزية)